# Tezoyuca
Tezoyuca è un comune del Messico, situato nello stato di Messico.